# Борице
Борице су насељено мјесто у граду Лукавац, Босна и Херцеговина.

## Становништво
|         | 2013.       | 1991.        |
| Укупно  | 29 (100,0%) | 101 (100,0%) |
| Срби    | 29 (100,0%) | 99 (98,02%)  |
| Бошњаци | –           | 1 (0,990%)1  |
| Остали  | –           | 1 (0,990%)   |

1. 1 На пописима од 1971. до 1991. Бошњаци су пописивани углавном као Муслимани.